# نریونگری
شهر نریونگری (به روسی: Нерюнгри) در کشور روسیه و در جمهوری یاقوتستان واقع شده‌است.